# Izotges
Izotges ist eine französische Gemeinde mit 86 Einwohnern (Stand 1. Januar 2022) im Département Gers in der Region Okzitanien. Sie gehört zum Arrondissement Mirande und zum Gemeindeverband Bastides et Vallons du Gers. Die Bewohner nennen sich Izotgeois.

## Geografie
Die Gemeinde liegt etwa 45 Kilometer nordöstlich von Pau und 45 Kilometer westlich von Auch an der Mündung des Arros in den Adour. Knapp an der Grenze zu Cahuzac-sur-Adour mündet auch sein Seitenkanal Canal d’Alaric wieder in den Adour. Der Adour ändert hier generell seine Fließrichtung von Nord auf West. Nachbargemeinden von Izotges sind Termes-d’Armagnac im Norden, Tasque im Südosten, Cahuzac-sur-Adour im Südwesten, Riscle im Westen sowie Sarragachies im Nordwesten.

## Bevölkerungsentwicklung
| Jahr      | 1962 | 1968 | 1975 | 1982 | 1990 | 1999 | 2009 | 2020 |
| Einwohner | 93   | 97   | 93   | 58   | 69   | 74   | 88   | 89   |

Im Jahr 1891 wurde mit 177 Bewohnern die bisher höchste Einwohnerzahl ermittelt. Die Zahlen basieren auf den Daten von annuaire-mairie und INSEE.

## Sehenswürdigkeiten
- Himmelfahrts-Kirche (Église de l’Assomption)
- Lavoir

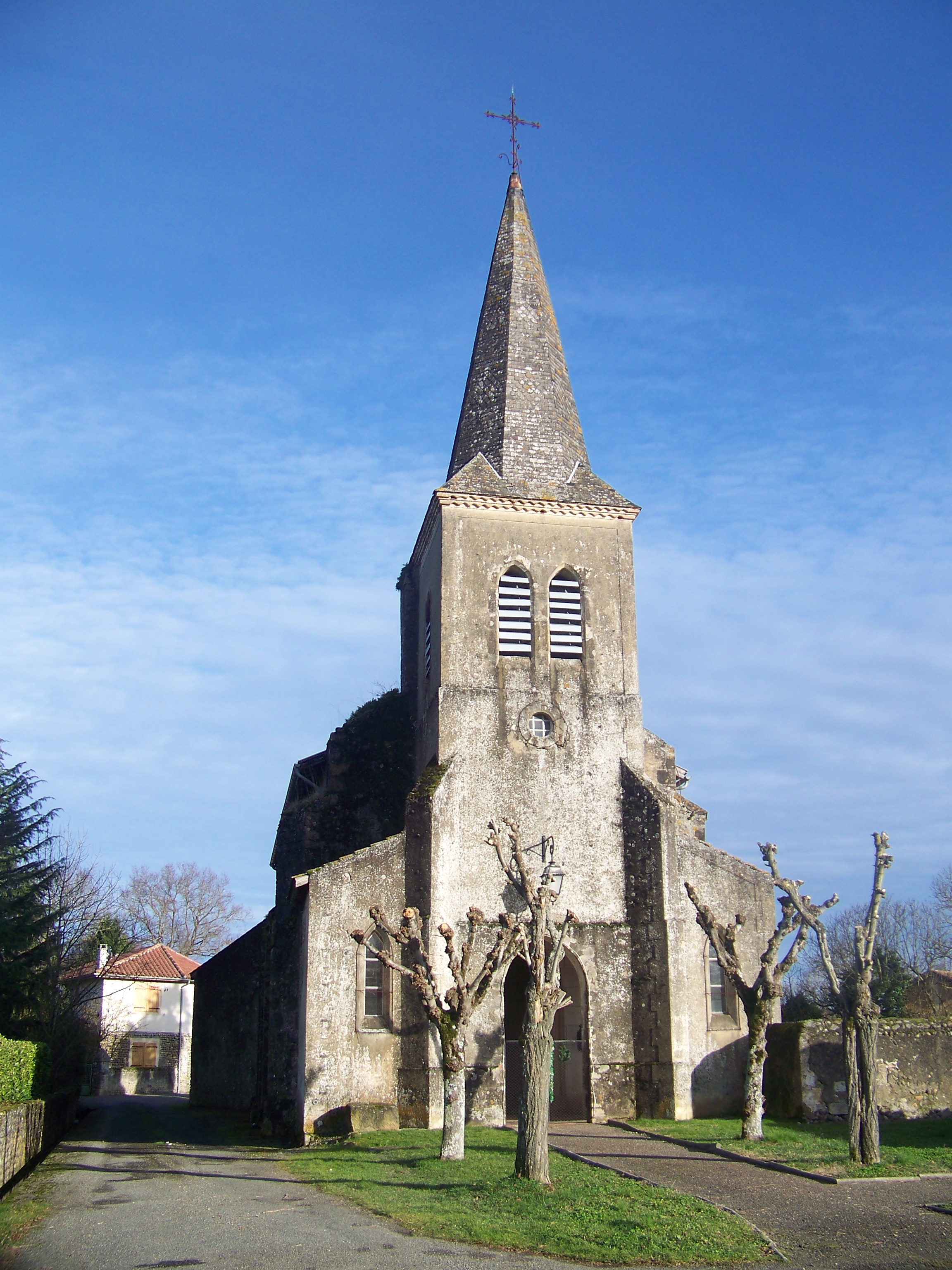
Himmelfahrts-Kirche
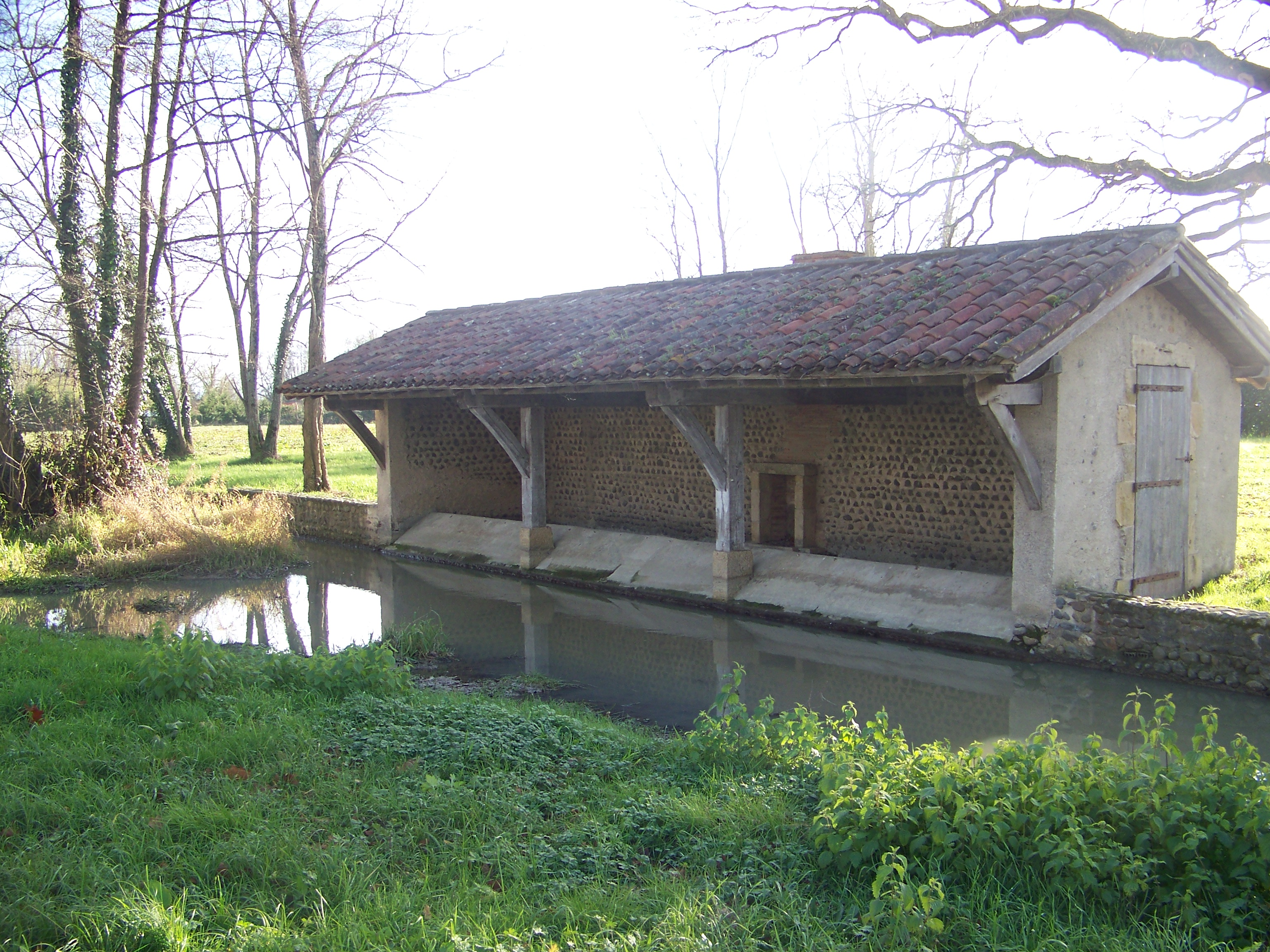
Lavoir

## Wirtschaft und Infrastruktur
In der Gemeinde Izotges sind zwei Landwirtschaftsbetriebe ansässig (Getreideanbau, Geflügelzucht).
Durch Izotges führt die Fernstraße D 173 von Termes-d’Armagnac nach Maubourguet; am gegenüberliegenden linken Ufer des Adour verläuft die Fernstraße D 935 von Riscle nach Tarbes. Der nächste Autobahnanschluss liegt 25 Kilometer westlich nahe Aire-sur-l’Adour an der Autoroute A 65.

## Belege
1. ↑  Izotges auf annuaire-mairie
2. ↑  Izotges auf INSEE
3. ↑  Landwirtschaftsbetriebe auf annuaire-mairie.fr (französisch)